# 실비아 피날
실비아 피날(Silvia Pinal, 1931년 9월 12일~2024년 11월 28일)은 멕시코의 배우, 정치인이다. 아리엘상 여우주연상 2회(1957, 1958) 수상자이다. 멕시코 영화 황금 시대 주요 배우 중 한 명이며, 멕시코 텔레비전, 뮤지컬계에도 큰 영향을 미친 인물이다. 루이스 부뉴엘 감독의 3부작 《비리디아나》를 통해 전세계적으로 이름을 알렸다.
알레한드라 구스만(딸) 등 3명의 자녀를 두었다.

## 출연 작품
- 샤크!(1969)
- 황야의 산 세바스찬(1968)
- 시몬 오브 더 데저트(1965)
- 학살의 천사(1962)
- 비리디아나(1961)